# Gondrecourt-le-Château

Gondrecourt-le-Château este o comună în departamentul Meuse din nord-estul Franței. În 2010 avea o populație de 1.198 de locuitori.

## Evoluția populației
| An        | 1975  | 1982  | 1990  | 1999  | 2006  | 2010  |
| --------- | ----- | ----- | ----- | ----- | ----- | ----- |
| Populație | 1.455 | 1.594 | 1.622 | 1.377 | 1.274 | 1.198 |